# Chã Preta
Chã Preta est une municipalité brésilienne dans l'État de l'Alagoas.